# Cristina Tonetti
Cristina Tonetti (Besana in Brianza, 6 juli 2002) is een Italiaans wielrenster.

## Carrière
In 2023 behaalde Tonetti een tweede plek in de vierde etappe van de Trofeo Ponente in Rosa. In de Ronde van de Toekomst werd ze zesde in de tweede rit. In september nam ze deel aan de wegwedstrijd voor beloften op het Europese kampioenschap, die ze niet uitreed.

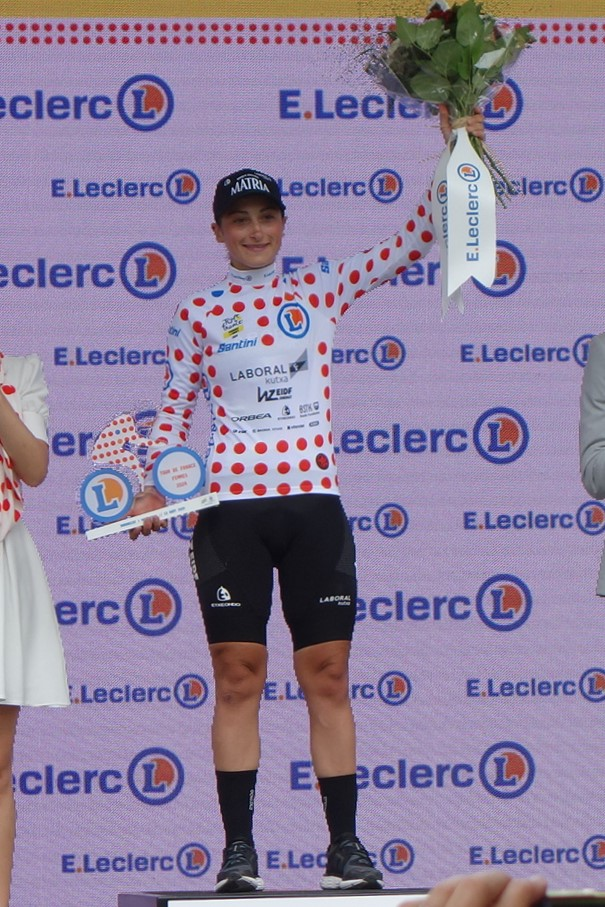
Tonetti in de bolletjestrui in de Tour 2024.

In 2024 maakte Tonetti de overstap van Top Girls Fassa Bortolo naar het Spaanse Laboral Kutxa-Fundación Euskadi. Namens die ploeg nam ze in augustus deel aan de Ronde van Frankrijk, waar ze in de eerste etappe de enige bergsprint (bij de Maasdeltatunnel) won en zo de bolletjestrui opeiste. In de twee daaropvolgende ritten was geen punt voor het bergklassement te verdienen, waardoor Tonetti zonder extra inspanningen aan de leiding bleef. In de vierde etappe van Valkenburg naar Luik verloor ze de bolletjestrui aan de Nederlandse Puck Pieterse.

## Overwinningen
2022
Jongerenklassement Ronde van Formosa
2025
Grote Prijs Yvonne Reynders

## Resultaten in voornaamste wedstrijden
| Jaar | Ronde van Italië | Ronde van Frankrijk | Ronde van Spanje |
| ---- | ---------------- | ------------------- | ---------------- |
| 2022 | 47e              |                     |                  |
| 2023 | 103e             |                     |                  |
| 2024 | 84e              | 100e                | 88e              |

| Jaar | Strade Bianche | Ronde van Emilia |
| ---- | -------------- | ---------------- |
| 2021 |                | 33e              |
| 2022 | opgave         | 98e              |
| 2023 | opgave         | 24e              |
| 2024 | opgave         | 87e              |

## Ploegen
- 2022 –  Top Girls Fassa Bortolo
- 2023 –  Top Girls Fassa Bortolo
- 2024 –  Laboral Kutxa-Fundación Euskadi
- 2025 –  Laboral Kutxa-Fundación Euskadi